# Mona Lisa
Mona Lisa, též označovaná La Gioconda (portrétovaná žena se pravděpodobně jmenovala Lisa del Giocondo), je patrně nejslavnější portrét všech dob, který na počátku 16. století (přesněji v letech 1503–1506, někdy se uvádí rok dokončení 1517) namaloval italský umělec a stavitel Leonardo da Vinci. Vytvořil jej během svého pobytu ve Florencii a odvezl jej s sebou při svém útěku z Říma do Francie v roce 1516.

## Historie vzniku, osudy a umístění obrazu
Je možné, že Leonardo da Vinci Monu Lisu dokončoval až ve Francii do roku 1517.[zdroj?] Autor si toto své dílo přibalil mezi svá zavazadla, když v roce 1516 opouštěl Řím. Leonardo před svou smrtí prodal Monu Lisu francouzskému králi Františku I. za poměrně vysokou částku 4000 zlatých dukátů.
Významnou roli pro celosvětovou známost obrazu sehrála až krádež obrazu z Louvru v srpnu roku 1911. Původně z ní byli podezíráni stoupenci umělecké moderny – např. básník Guillaume Apollinaire, který byl dokonce zatčen, nebo Pablo Picasso, který musel k výslechu. Skutečným zlodějem byl dělník-zasklívač obrazů, zaměstnanec Louvru Vincenzo Peruggia, který nejprve dva roky schovával obraz ve svém pokoji v Paříži, a pak dostal Monu Lisu až do Florencie, kde ji nabídl ke koupi antikváři Alfrédu Gerimu. Ten kontaktoval ředitele florentské galerie Giovanniho Poggia kvůli potvrzení pravosti. Oba uvědomili policii a Peruggia byl při svém naivním prodeji (přenechal obraz antikváři k expertíze a čekal na peníze v hotelu) zatčen. Obraz byl následně několik týdnů vystavován ve Florencii a začátkem roku 1914 byl slavnostně vrácen do Francie. Za krádež dostal Peruggia trest pouhých sedm měsíců, hájil se patriotstvím a tím, že chtěl vrátit obraz zpět do Itálie, země jeho vzniku. Kromě údajného patriotství zloděje existují další hypotézy ohledně motivů krádeže, přičemž v pozadí činu mohly stát i další osoby.[zdroj?]
Od prodeje králi Františkovi I. byl slavný obraz majetkem francouzských panovníků. Byl nejprve umístěn na zámku Fontainebleau a později ve Versailles. Po Velké francouzské revoluci byl od roku 1797 umístěn v obrazárně v Louvru (zřízené v roce 1793) krom doby, kdy se nacházel v ložnici samotného Napoleona Bonaparta. V roce 1804 byl na Napoleonův popud dopraven zpět do Louvru. Je majetkem Francie resp. francouzské vlády a je stále vystaven v Louvru v  Paříži.
V květnu roku 2022 došlo k pokusu o vandalismus na obraz Mony Lisy. Člověk, maskovaný za důchodce na vozíčku, k ní přijel, z vozíku vyskočil a na ochranné sklo hodil kus dortu.

## Popis obrazu a výklad námětu

### Základní charakteristika
Jde o malbu olejem na dřevo topolu s využitím techniky sfumato o rozměrech 77 × 53 cm. Žena na obraze sleduje diváka s nenapodobitelným, tajuplným úsměvem, který se stal předmětem mnoha pověstí a spekulací. V současnosti je tento obraz vystaven v pařížském Louvru.

### Vyobrazená postava
Která žena je na slavném Leonardově portrétu vyobrazena a také kdo a za jakých okolností si u něj obraz objednal, je předmětem mnoha dohadů. Tradičně se uvádí Lisa del Giocondo, žena florentského obchodníka jménem Francesco del Giocondo. Tuto teorii zastával první Leonardův životopisec a znalec umění Giorgio Vasari. Tento názor podpořil odborník z knihovny německé univerzity v Heidelbergu Armin Schlechter, a to na základě nálezu rukopisné poznámky na okraji knihy florentského úředníka Agostina Vespucciho z října 1503. Ani Schlechterův výklad této poznámky však nebyl doposud všemi znalci uznán jako definitivní důkaz o správnosti Vasariho teorie. Existuje dalších šest teorií o skutečně portrétované osobě a pozadí vzniku obrazu.
Sám Leonardův životopisec Vasari se s Leonardem nikdy osobně nesetkal. Ve svých zápiscích přirovnává tohoto renesančního velikána ke starověkému řeckému malíři Apelléovi a zmiňuje o něm, že v určitou dobu pracoval souběžně na třech malbách, z nichž jedna měl být portrét Lisy del Giocondo, manželky obchodníka. Jednou z dalších teorií je, že portrétovanou ženou je Leonardova matka.

### Rysy malby a výklad jejího námětu
Da Vinci na portrétu Mony Lisy představil hned několik převratných postupů:
- „Šířka záběru“ použitá v obrazu (tedy zobrazení přibližně horní poloviny těla) se do té doby nepoužívala – osoby byly zobrazeny buď celé, nebo jen jejich busty.
- Tehdejší středověcí portrétisté malovali převážně z profilu; malba z poloprofilu (částečně z profilu, částečně en face) na počátku 16. století až na výjimky používaná nebyla. Nezvyklé v té době též bylo, aby postava na portrétu udržovala s divákem „oční kontakt“, jak tomu v případě Mony Lisy je.
- Pozadí za Monou Lisou je rozostřené. V soudobých malbách bylo naopak vše stejně ostré. Navíc čím je na obraze pozadí vzdálenější, tím je rozostřenější a mdlejší. Vyskytuje se na něm most[6] a větší vlny, poblíž je vidět několik sopek, za nimi jsou útesy.
- Do té doby zdaleka nejprokreslenější stínování a tónování, související s technikou sfumato.
- Vysoká anatomická věrnost (ruce).
- Do té doby neviděné detaily, např. v tkanině šatů.

Další rysy díla:
- Krajina za Monou Lisou je fantaskní; horizonty z levé a pravé strany jsou na výrazně rozdílné úrovni a je fyzicky téměř nemožné, aby se za zády Mony Lisy mohly spojit.[1]

## Kopie obrazu v Museo del Prado

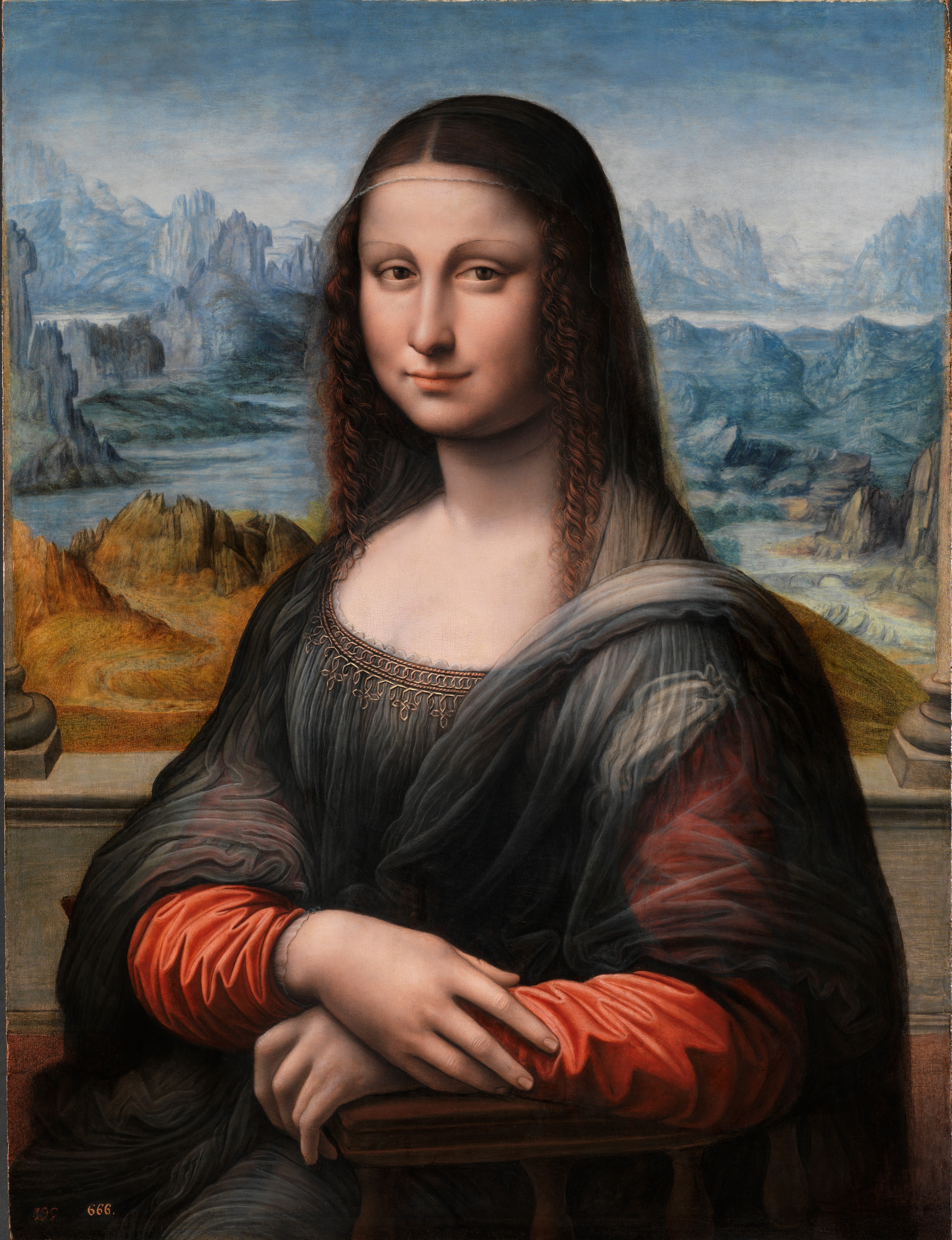
Restaurovaná kopie La Gioconda v Museo del Prado, Madrid. Předpokládá se, že malbu vytvořil učeň ve stejné době jako originál

V lednu 2012 Museo del Prado v Madridu oznámilo, že téměř dokončilo restauraci kopie malby od žáka Leonarda. Tato kopie je dlouho známa, ale po odstranění černého nánosu barvy z 18. století se ukázalo, že obraz není jen obyčejnou kopií. Na obraze jsou totiž provedeny i stejné změny jako u originálu, což nasvědčuje tomu, že malba byla s největší pravděpodobností namalována v přítomnosti samotného mistra. Kopie ukazuje mnohem víc detailů a to, že modelem byla krásná mladá žena. Na originálu vypadá Mona Lisa starší, protože je obraz poškozen a vrstva laku ztmavla. Tato kopie lépe osvětluje, jak portrét původně vypadal v době vzniku, předtím, než lak na malbě v průběhu času zežloutl a popraskal.